# Кодало
Кодало (груз. ქოდალო) — село в Грузии. Находится в Гурджаанском муниципалитете края Кахетия. Высота над уровнем моря составляет 800 метров. Население — 346 человека (2014).